# Tamazuj
 (mai 2024).
La mise en forme du texte ne suit pas les recommandations de Wikipédia : il faut le « wikifier ».
Les points d'amélioration suivants sont les cas les plus fréquents. Le détail des points à revoir est peut-être précisé sur la page de discussion.
- Les titres sont pré-formatés par le logiciel. Ils ne sont ni en capitales, ni en gras.
- Le texte ne doit pas être écrit en capitales (les noms de famille non plus), ni en gras, ni en italique, ni en « petit »…
- Le gras n'est utilisé que pour surligner le titre de l'article dans l'introduction, une seule fois.
- L'italique est rarement utilisé : mots en langue étrangère, titres d'œuvres, noms de bateaux, etc.
- Les citations ne sont pas en italique mais en corps de texte normal. Elles sont entourées par des guillemets français : « et ».
- Les listes à puces sont à éviter, des paragraphes rédigés étant largement préférés. Les tableaux sont à réserver à la présentation de données structurées (résultats, etc.).
- Les appels de note de bas de page (petits chiffres en exposant, introduits par l'outil «  Source ») sont à placer entre la fin de phrase et le point final[comme ça].
- Les liens internes (vers d'autres articles de Wikipédia) sont à choisir avec parcimonie. Créez des liens vers des articles approfondissant le sujet. Les termes génériques sans rapport avec le sujet sont à éviter, ainsi que les répétitions de liens vers un même terme.
- Les liens externes sont à placer uniquement dans une section « Liens externes », à la fin de l'article. Ces liens sont à choisir avec parcimonie suivant les règles définies. Si un lien sert de source à l'article, son insertion dans le texte est à faire par les notes de bas de page.
- La présentation des références doit suivre les conventions bibliographiques. Il est recommandé d'utiliser les modèles {{Ouvrage}}, {{Chapitre}}, {{Article}}, {{Lien web}} et/ou {{Bibliographie}}. Le mode d'édition visuel peut mettre en forme automatiquement les références.
- Insérer une infobox (cadre d'informations à droite) n'est pas obligatoire pour parachever la mise en page.

Pour une aide détaillée, merci de consulter Aide:Wikification.
Si vous pensez que ces points ont été résolus, vous pouvez retirer ce bandeau et améliorer la mise en forme d'un autre article.
Ne doit pas être confondu avec Radio Tamazuj.
 (juillet 2025).
Le Troisième Front, connu sous le nom de Tamazuj, est un groupe rebelle revendiqué basé dans les régions du Darfour et du Kordofan au Soudan.

## Nom
Le mot Tamazuj est traduit d'un mot arabe sud-soudanais signifiant « mélange »,.

## Histoire
Apparemment formé pendant la période précédant l’accord de paix de Juba, dans le but de signer l’accord en tant que groupe rebelle, le Troisième Front/Tamazuj est accusé d’avoir été inséré dans le processus de paix par le gouvernement soudanais en tant que faux groupe rebelle. Il prétend appartenir au groupe rebelle Mouvement populaire de libération du Soudan - Nord (MPLS-N), ce que les deux principales factions de ce groupe nient. Une enquête de l'ONU révèle que le Troisième Front / Tamazuj est peut-être dirigé par des miliciens arabes qui ont servi sous les ordres de Riek Machar lors de la deuxième guerre civile soudanaise (au sein de la Forces de défense du peuple sud-soudanais) et lors de la guerre civile sud-soudanaise (au sein du Mouvement populaire de libération du Soudan en opposition), ayant passé le temps entre ces deux guerres au sein des Forces de défense populaires, un groupe paramilitaire sous le gouvernement du Soudan. Ils auraient été autorisés à se joindre au processus de paix à la demande pressante de Riek Machar.
Tamazuj est l'un des signataires de l'accord de paix de Juba signé en octobre 2020, après quoi il gagne rapidement en force et en puissance, recrutant de nouveaux combattants au Darfour et ouvrant des bureaux à travers le Soudan. En 2021, ils remportent deux sièges au conseil législatif, dont celui de président d’une commission parlementaire et d’une commission.
Le 17 août 2023, Tamazuj déclare son alliance formelle avec les Forces de soutien rapide (FSR) dans le conflit en cours contre les forces armées soudanaises. Le 12 mars 2023, Tamazuj prend d'assaut un commissariat de police à Khartoum, croyant que les forces de sécurité y avaient agressé l'un de leurs dirigeants. Selon Tamazuj, un groupe de policiers a sévèrement battu le général et lui a cassé la jambe. En représailles, le groupe encercle le poste de police à l'aide d'un véhicule armé et de huit autres petits véhicules. Ils tirent avec des fusils à air comprimé et emmènent les suspects. Cet incident s'inscrit dans une vague d'événements similaires dans la capitale.